# Aristolochia nelsonii
Aristolochia nelsonii är en piprankeväxtart som beskrevs av Eastwood. Aristolochia nelsonii ingår i släktet piprankor, och familjen piprankeväxter. Inga underarter finns listade i Catalogue of Life.